# シカゴ双葉会日本語学校
シカゴ双葉会日本語学校（シカゴふたばかいにほんごがっこう、英語: Chicago Futabakai Japanese School）は、アメリカ合衆国のシカゴ大都市圏 (Chicago metropolitan area)、イリノイ州アーリントンハイツで、全日制の小学校と中学校（全日校）、および、土曜学校（シカゴ補習授業校）を設けている日本人学校。1988年以降、日本の文部省（後の文部科学省）からの支援を受けている。1998年にアーリントンハイツへ移転する以前の双葉会の教育プログラムは、シカゴ、スコーキー、ナイルズ (Niles)とイリノイ州各地で移転を重ねていたが、全日制の課程が始まったのは、スコーキーに所在していた時期のことであった。

## 沿革
最初に始まったシカゴ双葉会日本語学校の土曜学校は、1966年5月にシカゴ日本商工会議所が設立したものであった。場所はノース・サイド (North Side) のあるバプテスト教会で、当時は教師3名、生徒50名という規模であった
1976年、シカゴ周辺の日本人家庭の親たちは、子どもたちが日本の教育制度に準備が整わないままになることをおそれ、日本政府に全日制の日本人学校を開設するよう要請した。この土曜学校は、1978年5月にイリノイ州スコーキーへ移転した。当時、スコーキーの全日制学校には、日本政府から派遣された4名の教師がいた。全日制学校には、第1学年から第7学年まで100名規模の生徒がいた。1981年、分校として、中学校・高等学校の生徒を対象とした土曜学校が、スコーキーのナイルズ・タウンシップ高等学校東校 (Niles Township High School East) の跡に設けられた。1984年8月には、この土曜学校も、全日制学校も、イリノイ州ナイルズ (Niles) へ移転した。1985年4月、ナイルズの学校が手狭になったため、第7学年から第12学年を対象とする土曜学校は、ナイルズのノートルダム高等学校 (Notre Dame High School) の教室を借りて行なわれるようになった。1988年の時点で、学校の規模は、日本の文部省が援助していたもうひとつの学校であるニューヨーク日本人学校の半分以下でしかなかった。
開校から20年間にわたって、全日制学校はひっとりと運営されていた。それが広く知られるように変ったのは、1998年に新しい場所へ移転してからである。アーリントンハイツの現在のキャンパスは、1998年4月6日月曜日に開設され、ここでの授業は1988年4月6日に始まった。初年度には230名の生徒がおり、土曜日の日本語学校には720人の生徒がいた
1998年5月18日、学校のパンフレット用に航空写真を撮影するため学校の役員2人が搭乗していたヘリコプターが、アーリントンハイツの住宅に墜落した。搭乗していたのは、当時49歳だった教頭・定忍と38歳だった美術教師・山口一哉、62歳の写真家でイリノイ州ウィルメット在住だった佐藤恭央、ヘリコプターを操縦していた40歳のパイロットでウィスコンシン州レイク・ジェニーバ在住だったスコット・マラス (Scott Maras) で、全員が死亡した。

## 運営
双葉会は。全日制の学校と土曜学校を運営しており、いずれもイリノイ州に私立学校として登録されている。双葉会の母体となっているのはシカゴ日本商工会議所である。日本の文部科学省は、全日制と土曜学校の運営についてガイドラインを課している。全日制も土曜学校も、運営資金は、授業料に加えて日本政府からの補助金やシカゴ大都市圏の日系事業者からの寄付金などによって賄われている。
シカゴ日本商工会議所は、会員に対して、経営規模に応じた額の学校施設費の負担を求めている。
1986年には、日本政府から教員が派遣されるようになり、施設の建設費や教科書、教材費への無償支援が行なわれている。1992年からは、運営費の半分を日本政府が負担するようになっている。
1986年当時、日本の文部省は、国内の学校に対して、年間40週、週6日の授業期間を定め、年に240日の授業日を設けることを求めていた。日本の学校暦は4月に始まり、翌年3月で終了する。1998年には、日本の学校暦の開始に合わせて、双葉会の学校も4月に新たな学年を始めるようになった。しかし、日本国内の学校とは異なり、双葉会の全日制では、土曜日に別個の土曜学校があることを踏まえ、年間200日の授業日しか設けられていない。1986年当時、イリノイ州の公立学校においては、州政府からの助成金を受ける基準として、職員会議などで休講となる日を含め、年に180日以上の授業日を設けることが求められていた。1992年当時は、地域の公立学校が年間187日の授業日を設けていたのに対し、双葉会の学校は200日前後の授業日を設けていた。ただし、双葉会の学校も、地域の公立学校も、授業時間の総数は変わらなかった。1998年当時の生徒たちは、年間10週間ほどは学校へ行かなくてよかった。1986年当時は、長い夏休みを設ける代わりに、年数回に分けて、短かめの休暇期間が設けられていた。1990年の時点では、伝統的な日本の祝日や、学年度末の休暇期間が設けられていた。
双葉会は、アメリカ合衆国の制度の下にある地域の学校に通っている生徒たちのために、土曜学校を運営している。土曜のプログラムは、日本語（国語）と数学（算数）の学習などがおもな内容となっている。1990年当時、土曜学校は年間44回開講され、生徒たちは全日制の生徒たちが学ぶ科目の多くを、限られた時間の中で学んでいた。当時の保護者たちは、このために土曜学校の授業内容は進行が速くなってしまうと語っていた。

## キャンパス
全日制校は、1998年に現在のキャンパスに移った。現在のキャンパスは、1983年に閉校となったランド中学校 (Rand Middle School) の施設を利用したものである。
全日制学校が最初に開校した時のキャンパスは、イリノイ州スコーキーのケントン校 (Kenton School) の跡であった。この場所は、現在はアリー・クライン・ヘブライ全日制学校 (the Arie Crown Hebrew Day School) となっている。1984年8月に、全日制学校はイリノイ州ナイルズの旧エマーソン中学校 (Emerson Middle School) の2階建て校舎をパーク・リッジ＝ナイルズ学校区64 (Park Ridge-Niles School District 64) から借り受けた。シカゴ双葉会がこの場所を選んだのは、シカゴ周辺において日本人家庭が居住する地域の中心に位置していた ためであった。ナイルズ・キャンパスに日本人学校があった期間には、校内のすべての案内標識は日本語になっていた。かつてのナイルズ・キャンパスは、その後再びエマーソン中学校として使用されている。

## 生徒
1994年の時点で、生徒のほとんどは日本国籍であった。生徒の大部分は、親がシカゴ大都市圏の会社に赴任している期間だけアメリカ合衆国に在留していた。1986年当時、全日制の生徒たちがおもに居住している地域は、北はディアフィールド (Deerfield)、南はシカゴのノースサイド (North Side)、西はシャンバーグ、東はミシガン湖まで広がっていた。中には、毎日通うことができず、やむなく土曜学校に通っている遠方の生徒もいたが、これには一部の日本企業が、従業員にシカゴ・ループ（Chicago Loop：シカゴの都心部）内に用意された住まいに居住することを求めていたことも関わっていた。1995年当時、大部分の生徒は、シカゴの北方ないし北西方向の郊外から通っており、中には通学に片道1時間近くかけている者もいた。
1986年、土曜学校には、幼稚園から第12学年まで、800人の生徒がいた。1992年には、全日制の小学校と中学校を合わせて280人の生徒がいた。この年、土曜学校の生徒は1000人ほどになっていた。1995年、全日制には、第1学年から第9学年まで275人の生徒がいた。学校がナイルズにあったときには、全日制の在籍者は最大300人ほど、土曜学校は1000人ほどであった。1998年、230人の生徒が全日制学級に在籍し、土曜学級には730人がいた。
1995年当時、アカサカ・ツネオ校長は、日本国籍の生徒たちにとっては、日本への帰国に備えるために公立学校からシカゴ双葉会の学校へ転校することは一般的だと述べていた。アカサカによれば、もし生徒が日本の高等学校に進学せずに、米国の高校に進む場合は、公立学校へ転校することが多い，とも述べていた。

## 教員
1986年から、日本政府は全日校と補習校に3年のシフトで教員を派遣している。1986年、全日制には21人の専任教員と2人の非常勤教員がおり、このうち14人が日本政府からの派遣教員であった。土曜学校（補習校）には32人の教師がおり、うち2人が派遣教員であった。1992年当時も、日本政府はシカゴ双葉会に16人の教員を送っていた。1995年、全日制には28人の教師がおり、16人が日本からの派遣、12人が現地採用であった。現地採用の教員の一部は、日本語を解さない英語教師であった。

## 全日制のカリキュラム
1998年、アメリカ合衆国についての社会科と、英語科は、英語で教えられているが、その他の教科はすべて日本語で教えられている。1992年当時、日本語を解することが入学の要件となっていた。
1992年には、書道のクラスも設けられていた。1995年当時、生徒たちは米国の学校よりも進度が速くなる傾向があった。例えば、1995年に、双葉会の第1学年の生徒は、足し算、引き算、200までの数を学んでいた。当時、典型的な米国の同学年の生徒は、100までの数しか学んでいなかった。第1学年担当の教師タジマ・タカノリは、すべての科目において、学びと遊びが結びつけられている、と述べた。1990年当時、生徒たちは音楽と体育を必修科目として受けていた。当時は、必修科目が多く、選択科目は設けられていなかった。